# Zespół Szkolno-Przedszkolny nr 2 im. Marii Konopnickiej w Grodzisku Mazowieckim
Zespół Szkolno-Przedszkolny nr 2 im. Marii Konopnickiej w Grodzisku Mazowieckim – publiczny zespół szkolno-przedszkolny przy ulicy Witolda Westfala 3 w Grodzisku Mazowieckim.

## Historia

### Początki funkcjonowania szkoły
Szkoła została założona w 1920 roku. Początkowo siedzibą placówki był niewielki murowany budynek przy zbiegu ulic Niepodległości (obecnie 11 Listopada) oraz Żwirki i Wigury. W początkowych latach funkcjonowania szkoła otrzymała numer „2”. W 1922 roku odbyła się uroczystość nadania szkole imienia. Patronką szkoły została polska pisarka Maria Konopnicka. W 1930 roku dyrekcja placówki wprowadziła system dwuzmianowy. W tym samym roku szkołę przeniesiono do nowego czternastoizbowego budynku przy ulicy Elektrycznej (później Żwirki i Wigury), ponadto pracę rozpoczęli nowi nauczyciele, a wśród nich m.in. Hipolit Szczerkowski (działacz społeczny) oraz Zygmunt Borkowski (burmistrz miasta w latach 1929–1939). 5 czerwca 1932 roku szkoła otrzymała sztandar ufundowany przez Radę Pedagogiczną i Towarzystwo Przyjaciół Szkoły, ponadto odsłonięto też tabliczkę pamiątkową poświęconą marszałkowi Józefowi Piłsudskiemu.

### II wojna światowa
Wybuch II wojny światowej zahamował rozwój placówki. 10 września 1939 roku wojska niemieckie zajęły budynek Szkoły Powszechnej nr 2, dewastując go. Ze szkoły uratowano kilka ksiąg ocen, pieczęć szkoły oraz sztandar, a stało się to z inicjatywy ówczesnego kierownika szkoły Jana Bojarskiego. Od 1939 ze względu na brak miejsca lekcje prowadzono w prywatnych izbach i mieszkaniach. W czasach okupacji niemieckiej liczba osób uczęszczających do placówki wynosiła ponad 3000, lecz na zajęcia uczęszczało ponad 2500 dzieci, a szkołę ukończyło niecałe 300 osób. W międzyczasie Jan Bojarski wraz z Radą Pedagogiczną i rodzicami prowadził działania dążące do odbudowy budynku szkolnego.
Oficjalnie w 1945 roku ukończono odbudowę budynku przy ulicy Elektrycznej. W dniu 24 czerwca 1945 roku, w XXV-lecie istnienia szkoły, odbyła się uroczystość otwarcia odbudowanego budynku, podczas której odsłonięto popiersie patronki szkoły, którego autorem był Zbigniew Dunajewski.

### PRL

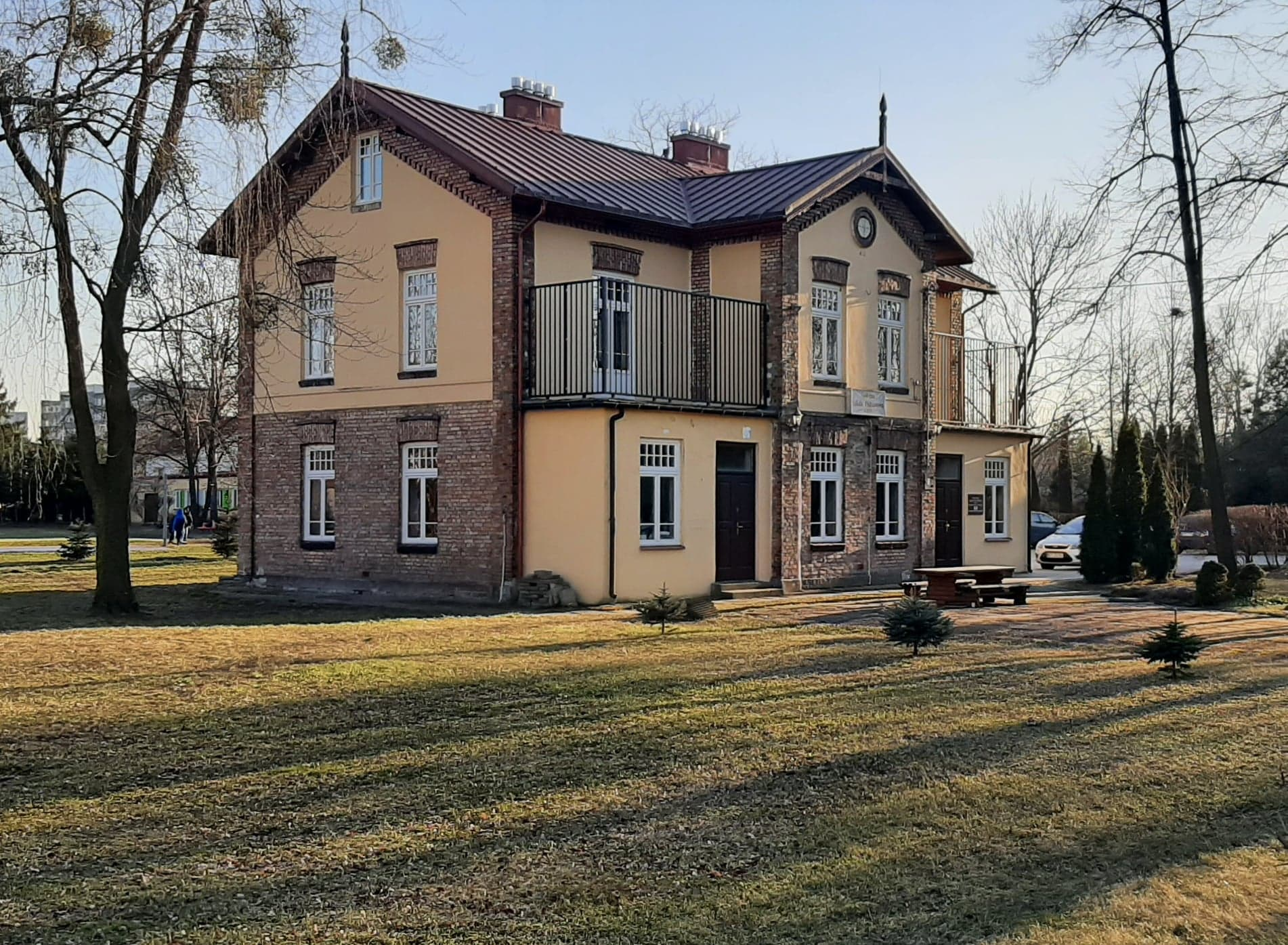
Willa „Miluchna” przy ulicy 3 Maja 33 w Grodzisku Mazowieckim, siedziba szkoły w latach 1950–1991

W 1950 roku szkołę przeniesiono do willi „Miluchna” oraz drewnianego budynku obok niej, przy ulicy 3 Maja 33, gdyż dotychczasowy budynek został zajęty przez gimnazjum, liceum oraz szkołę handlową, prowadzoną przez Witolda Westfala. W późniejszych latach liczba uczniów szkoły stopniowo malała. W pewnym momencie okazało się, że jeden z budynków, w którym prowadzono zajęcia, grozi zawaleniem. To spowodowało jego zamknięcie oraz ograniczenie się do jednego budynku willi, w którym do tej pory mieściła się świetlica oraz mieszkania nauczycielskie.
W tamtych latach jedną z nauczycielek szkoły była działaczka społeczna Wacława Ada Obłękowska.
W 1970 roku szkoła otrzymała nowy sztandar. W latach 70. XX w. liczba uczniów placówki zmalała do 191 osób. W tamtym okresie dyrektorzy szkoły rozpoczęli działania mające na celu poprawę warunków nauczania, prosząc bezskutecznie o pomoc władze miasta. W latach 80. XX wieku ówczesna dyrektorka szkoły Elżbieta Biegun postanowiła wypożyczyć kilka pomieszczeń nowo wybudowanego budynku szkolnego przy ulicy Zielony Rynek (budynku szkolnego Zespołu Szkolno-Przedszkolnego nr 4), w celu przeniesienia do nich klas IV–VIII wraz z nauczycielami. Po zastosowaniu tego rozwiązania liczba uczniów szkoły wzrosła. W związku z rozwojem miasta, podjęto decyzję o budowie nowego budynku szkolnego. 27 października 1986 roku odbyła się uroczystość wmurowania kamienia węgielnego pod nowy budynek szkolny przy ulicy Miłej 18 (obecnie Westfala 3). W budynek szkolny zainwestowała Grodziska Spółdzielnia Mieszkaniowa, a jego budowy podjęło się Mazowieckie Przedsiębiorstwo Budownictwa Uprzemysłowionego.

### Po 1989

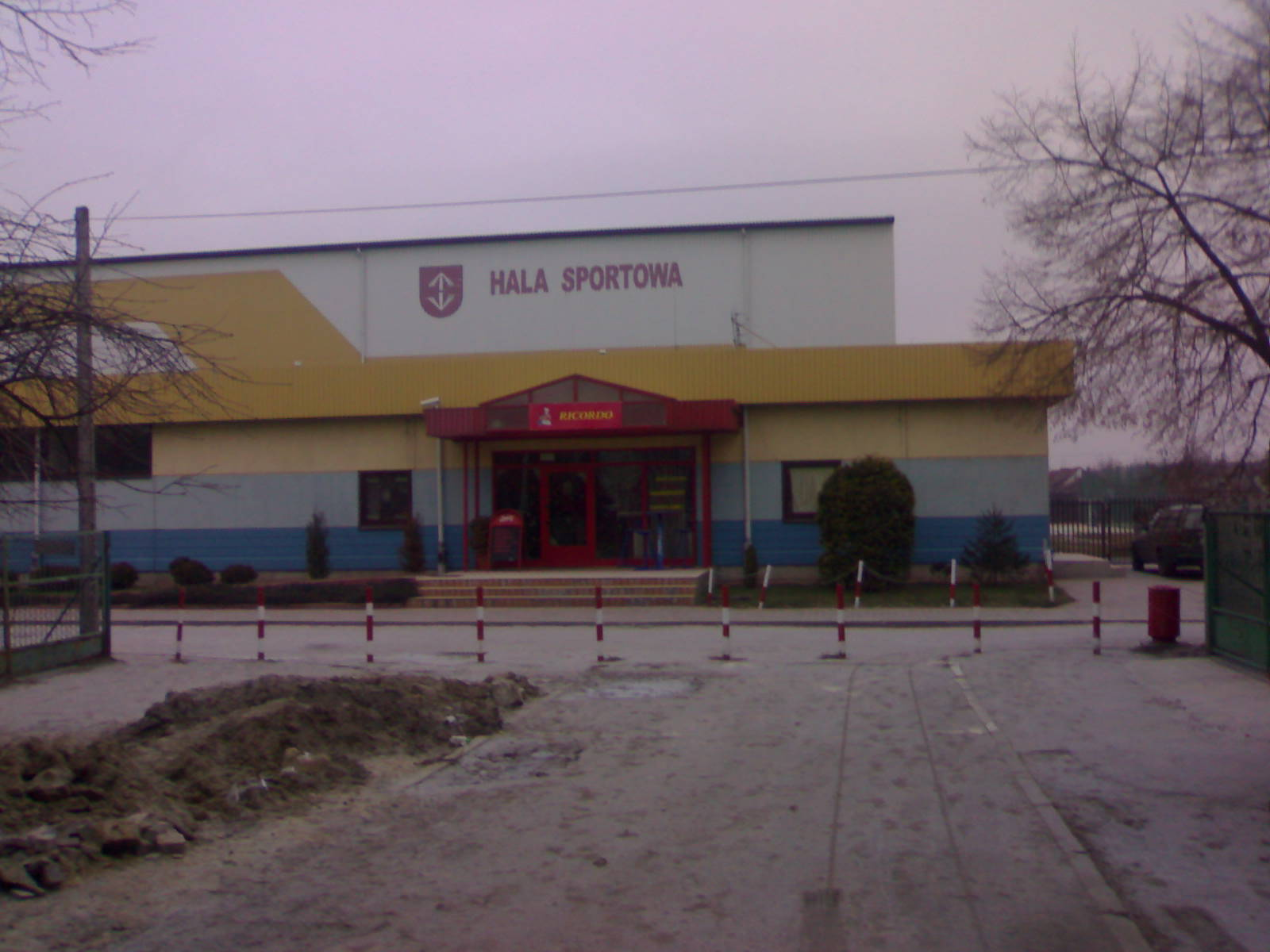
Grodziska Hala Sportowa (2007)

W roku szkolnym 1990/1991 zajęcia w szkole prowadzone były w trzech lokalizacjach: w willi „Miluchna”, Szkole Podstawowej nr 4 oraz w salach katechetycznych w kościele Parafii Miłosierdzia Bożego. 4 grudnia 1990 roku odbyło się oficjalne otwarcie nowego budynku szkolnego, w którym uczestniczyli m.in. nowa dyrektorka szkoły Danuta Pokropek oraz ówczesny burmistrz miasta Euzebiusz Sowa. 8 października 1995 roku w 75. rocznicę powstania szkoły oraz 85. rocznicę śmierci Marii Konopnickiej, odsłonięto mobilną płaskorzeźbę pisarki. W 1997 roku ukończono budowę nowoczesnej Grodziskiej Hali Sportowej, która jest połączona ze szkołą. W tym samym roku powołano Zespół Szkolno-Przedszkolny nr 2, w skład którego weszły Szkoła Podstawowa nr 2 im. Marii Konopnickiej i Przedszkole nr 2 im. Stefka Burczymuchy. Pod koniec lat 90. XX w. szkoła liczyła niecałe 900 uczniów i 50 nauczycieli. W 1999 roku w budynku przy ulicy Westfala 3 swoją działalność rozpoczęło dodatkowo Gimnazjum nr 2 im. Krzysztofa Kamila Baczyńskiego. W 2003 roku do użytku oddane zostało szkolne boisko. Od 2005 roku budynek szkoły jest stopniowo remontowany.
W 2012 roku zlikwidowano Przedszkole nr 2, tym samym szkoła wróciła do poprzedniej nazwy.
W 2017 roku w wyniku reformy edukacji działalność zakończyło Gimnazjum nr 2, pozostawiając oddziały gimnazjalne. W tym roku też szkoła zyskała nową klatkę schodową i windę, a w 2020 roku otwarto nowe sześciokondygnacyjne skrzydło budynku, w którym ulokowano klasy 1–3 szkoły podstawowej. Od 1 września 2020 roku szkołę podstawową przekształcono w Zespół Szkolno-Przedszkolny nr 2 im. Marii Konopnickiej w Grodzisku Mazowieckim.

## Kierownicy i dyrektorzy Szkoły
- Pelagia Stokowska (1920–?),
- Marian Maciejczyk (przed 1929),
- Leon Zabłocki (przed 1929),
- Jan Bartecki (1929–1934),
- Jan Bojarski (1934–1950),
- Eugeniusz Jurkiewicz (1950–1970),
- Leonard Gołębiowski (1970–1972),
- Janusz Witczak (1972–1974),
- Władysław Milewski (1974–1984),
- Hieronim Piórkowski (1984–1985),
- Elżbieta Biegun (1985–1988),
- Elżbieta Malinowska (1988–1990),
- Danuta Pokropek (1990–2019),
- Agnieszka Lachowicz (2019–2024),
- Katarzyna Jezierska (od 2024).

.

## Pieśń szkoły
Pieśń szkoły powstała w latach 80. XX wieku. Tekst został stworzony przez Elżbietę Bartosiak, natomiast aranżacja muzyczna została stworzona przez Roberta Dziekańskiego.
Szkoła to nasz drugi dom,
jesteśmy jedną rodziną.
Ona łączy pokolenia,
w niej się nasze życie zmienia.

Ref:
Nauka, praca i zabawa
to nasza wspólna sprawa.
Tu uczymy się jak żyć,
by naszej szkoły dumą być.

Wiedza to potęgi klucz,
więc w szkole ją zdobywamy.
By zbudować lepszy świat

my wszyscy się postaramy.

## Absolwenci
- Leonid Teliga (ur. 1917, zm. 1970) – oficer piechoty Wojska Polskiego II RP i Polskich Sił Powietrznych w Wielkiej Brytanii, żeglarz jachtowy, dziennikarz, tłumacz, pisarz, pierwszy Polak, który samotnie okrążył Ziemię na drewnianym jachcie s/y Opty w latach 1967–1969[4].
- Miłosz Redzimski (ur. 2006) – tenisista stołowy z grodziskiego klubu Bogoria, wielokrotny medalista oraz mistrz Polski i Świata w różnych kategoriach[9].